# Omanolidia metallescens
Omanolidia metallescens är en insektsart som beskrevs av Walker 1858. Omanolidia metallescens ingår i släktet Omanolidia och familjen dvärgstritar. Inga underarter finns listade i Catalogue of Life.